# Пет Мілетич
Патрік Джей Мілетич (англ. Patrick Jay Miletich; нар. 9 березня 1968, Давенпорт, Айова, США) — американський спортсмен хорватського походження, спеціаліст зі змішаних бойових мистецтв (англ. MMA). Чемпіон США з тайського боксу. Чемпіон світу зі змішаних бойових мистецтв у напівсередній ваговій категорії за версією UFC (1998 – 2001 роки). Чемпіон 16-го турніру UFC (1998 рік).
Мілетич є знавцем кікбоксингу і муай тай, а також карате (чорний пояс) і дзюдзюцу (чорний пояс).

## Біографія
Пет Мілетич народився 9 березня 1968 року в місті Давенпорт, США, в родині із хорватським корінням. Мав складне дитинство і юність: рано втратив батька і двох старших братів, вимушений був працювати з 14 років.
Спортом Пет захопився, навчаючись в школі. З 1983 року займається боротьбою. Зі старших класів — кікбоксингом. Ударну техніку рук і ніг він починає вивчати разом зі своїми друзями, а здобувши серйозні навички з муай тай, починає виступи на любительських змаганнях, і з часом стає чемпіоном США із тайського боксу.

### Кар'єра в змішаних бойових мистецтвах
Виступи в боях змішаного стилю Пет Мілетич почав у віці 26 років, маючи за плечима багатий спортивний досвід. Протягом трьох років з часу свого професійного дебюту він не має жодної поразки.. Виступає у регіональних турнірах і в чемпіонаті «Extreme Challenge».
В Абсолютний бійцівський чемпіонат (англ. UFC) Мілетич потрапляє навесні 1998 року. На 16-му турнірі UFC, де Пет дебютував 13 березня 1998 року, йому знадобились всі навички з боротьби: у першому ж бою він зустрівся із срібним олімпійським медалістом і переможцем Панамериканських ігор Таунсендом Сондерсом. Мілетич здобуває перемогу рішенням суддів, а в фіналі турніру зустрічається із своїм неодноразовим опонентом Крісом Бренненом, якого перемагає удушенням на 10 хвилині боротьби. Таким чином Пет Мілетич стає чемпіоном 16-го турніру. Перемогу на цьому турнірі він досі вважає найбільшою спортивною вдачею в своїй кар'єрі.
Через сім місяців, 16 жовтня 1998, Мілетич зійшовся у двобої за чемпіонський пояс із вихованцем Кена Шемрока і бійцем його команди «Lion's Den» — Майклом Бьорнеттом. Змагання тривало 21 хвилину. Судді турніру присудили перемогу Мілетичу, роздільним рішенням. Пет став чемпіоном світу зі змішаних єдиноборств у напівсередній ваговій категорії. Цей титул він зберігатиме протягом трьох років, захищаючи його в боях із представниками різних країн і стилів (4 успішних захисти і 5 рейтингових боїв) і врешті поступиться іменитому канадському бійцю Карлосу Ньютону. Це відбулось 4 травня 2001 року. Бій двох спеціалістів із дзюдзюцу проходив у стійці і супроводжувався успішними атаками з боку Мілетича, але в третьому раунді боротьба перейшла в партер, де Ньютон зміг заволодіти ініціативою. У спробі вийти із невигідного для себе положення Пет Мілетич припустився помилки і був миттєво придушений боковим захватом. 
Втративши пояс чемпіона, Мілетич, вочевидь, втратив мотивацію перебування в MMA, оскільки невдовзі він припинив регулярні виступи. З 2002 року він провів лише два бої: програв удушенням представнику клану Ґрейсі, Рензу Ґрейсі і виграв нокаутом бій проти ветерана змішаних єдиноборств Томаса Денні. Припинивши професійну кар'єру, Мілетич знайшов застосування своєму спортивному досвіду в тренерській діяльності, де досягнув великих успіхів. 

### Тренерська діяльність
Тренерську діяльність Мілетич розпочав ще до виступів у UFC, готуючи до змагань своїх спаринг-партенрів і колег в спорті. Саме під його керівництвом зростали нинішні ветерани змішаних єдиноборств Метт Х'юз та Джеремі Горн. Після успіху в UFC Пет заснував власну спортивну команду «Miletich Fighting Systems», яку очолює до сих пір. Крім згаданих вище бійців, Мілетич тренував також чемпіонів світу Тіма Сильвію і Дженса Палвера, і багатьох зірок чемпіонату IFL.

### Особисте життя
- Сімейний стан: одружений, виховує двох доньок.
- Захоплення: гольф, рибальство, музика (класична і рок), література, зокрема мемуаристика (за власними словами: «Люблю тріумф і трагедію реального життя, а не белетристику»).[3]

## Статистика в змішаних бойових мистецтвах
| Результат | Противник         | Спосіб                               | Раунд | Час   | Дата              | Місце                          | Подія                                  | Примітки                                                   |
| --------- | ----------------- | ------------------------------------ | ----- | ----- | ----------------- | ------------------------------ | -------------------------------------- | ---------------------------------------------------------- |
| Перемога  | Томас Денні       | Нокаут (удари кулаками)              | 2     | 0:50  | 11 грудня 2008    | Молін, Іллінойс, США           | «Adrenaline MMA 2: Miletich vs. Denny» |                                                            |
| Поразка   | Рензу Ґрейсі      | Підкорення (задушливий прийом)       | 1     | 3:37  | 23 вересня 2006   | Молін, Іллінойс, США           | «IFL: Gracie vs. Miletich»             |                                                            |
| Поразка   | Метт Ліндленд     | Технічний нокаут (удари кулаками)    | 1     | 3:09  | 22 березня 2002   | Лас-Вегас, Невада, США         | «UFC 36»                               |                                                            |
| Перемога  | Шоні Картер       | Нокаут (удар ногою)                  | 2     | 2:42  | 29 червня 2001    | Іст Резерфорд, Нью-Джерсі, США | «UFC 32»                               |                                                            |
| Поразка   | Карлос Ньютон     | Підкорення (задушливий прийом)       | 3     | 2:50  | 4 травня 2001     | Атлантик-Сіті, Нью-Джерсі, США | «UFC 31»                               | Втратив титул чемпіона в напівсередній ваговій категорії.  |
| Перемога  | Кеніті Ямамото    | Підкорення (задушливий прийом)       | 2     | 1:58  | 16 грудня 2000    | Токіо, Японія                  | «UFC 29»                               | Захистив титул чемпіона в напівсередній ваговій категорії. |
| Поразка   | Кійосі Тамура     | Рішення суддів (переважне)           | 2     | 5:00  | 23 серпня 2000    | Осака, Японія                  | «Rings: Millenium Combine 3»           |                                                            |
| Перемога  | Джон Алессіо      | Підкорення (больовий прийом на руку) | 2     | 1:43  | 9 червня 2000     | Сідар-Рапідс, Айова, США       | «UFC 26»                               | Захистив титул чемпіона в напівсередній ваговій категорії. |
| Поразка   | Жозе Ланді-Жонс   | Технічний нокаут (рішення кутового)  | 1     | 8:00  | 15 січня 2000     | Рим, Джорджія, США             | «WEF 8»                                |                                                            |
| Перемога  | Шоні Картер       | Рішення суддів (одностайне)          | 1     | 20:00 | 21 серпня 1999    | Давенпорт, Айова, США          | «Extreme Challenge 27»                 |                                                            |
| Перемога  | Андре Педернейрас | Технічний нокаут (рішення лікаря)    | 2     | 2:20  | 16 липня 1999     | Сідар-Рапідс, Айова, США       | «UFC 21»                               | Захистив титул чемпіона в напівсередній ваговій категорії. |
| Перемога  | Клейтон Міллер    | Підкорення (задушливий прийом)       | 1     | 0:40  | 30 травня 1999    | Оттамве, Айова, США            | «Cage Combat 2»                        |                                                            |
| Поразка   | Дзютаро Накао     | Технічний нокаут (удушення)          | 1     | 9:22  | 2 лютого 1999     | Гонолулу, Гаваї, США           | «SuperBrawl 11»                        |                                                            |
| Перемога  | Жорже Патіну      | Рішення суддів (одностайне)          | 1     | 21:00 | 8 січня 1999      | Новий Орлеан, Луїзіана, США    | «UFC 18»                               | Захистив титул чемпіона в напівсередній ваговій категорії. |
| Перемога  | Майкл Бьорнетт    | Рішення суддів (роздільне)           | 1     | 21:00 | 16 жовтня 1998    | Новий Орлеан, Луїзіана, США    | «UFC Brazil»                           | Виграв титул чемпіона в напівсередній ваговій категорії.   |
| Нічия     | Ден Северн        | Рішення суддів (одностайне)          | 1     | 20:00 | 22 серпня 1998    | Давенпорт, Айова, США          | «Extreme Challenge 20»                 |                                                            |
| Перемога  | Альберт Бак       | Підкорення (задушливий прийом)       | 2     | 2:49  | 27 червня 1998    | Клінтон, Айова, США            | «Midwest Shootfighting»                |                                                            |
| Перемога  | Кріс Бреннен      | Підкорення (задушливий прийом)       | 1     | 9:02  | 13 березня 1998   | Новий Орлеан, Луїзіана, США    | «UFC 16»                               | Виграв турнір UFC в легкій ваговій категорії.              |
| Перемога  | Таунсенд Сондерс  | Рішення суддів (роздільне)           | 1     | 15:00 | 13 березня 1998   | Новий Орлеан, Луїзіана, США    | «UFC 16»                               |                                                            |
| Перемога  | Кріс Бреннен      | Рішення суддів (одностайне)          | 1     | 10:00 | 15 листопада 1997 | Давенпорт, Айова, США          | «Extreme Challenge Trials»             |                                                            |
| Нічия     | Кріс Бреннен      | Рішення суддів (одностайне)          | 1     | 20:00 | 30 серпня 1997    | Давенпорт, Айова, США          | «Extreme Challenge 9»                  |                                                            |
| Перемога  | Чак Кім           | Підкорення (задушливий прийом)       | 1     | 10:46 | 25 червня 1997    | Кансіл Блаффс, Айова, США      | «Extreme Challenge 7»                  |                                                            |
| Поразка   | Метт Х'юм         | Технічний нокаут (рішення лікаря)    | 1     | 5:00  | 28 березня 1997   | Де-Мойн, Айова, США            | «Extreme Challenge 4»                  |                                                            |
| Перемога  | Чед Кокс          | Підкорення (удари кулаками)          | 1     | 1:32  | 15 лютого 1997    | Давенпорт, Айова, США          | «Extreme Challenge 3»                  |                                                            |
| Перемога  | Пол Кімбро        | Підкорення (больовий прийом на руку) | 1     | 5:13  | 1 лютого 1997     | Де-Мойн, Айова, США            | «Extreme Challenge 2»                  |                                                            |
| Перемога  | Джейсон Ніколсон  | Рішення суддів (одностайне)          | 1     | 15:00 | 17 січня 1997     | Гонолулу, Гаваї, США           | «SuperBrawl 3»                         |                                                            |
| Перемога  | Ерл Лойкс         | Підкорення (больовий прийом на ногу) | 1     | 7:00  | 23 листопада 1996 | Де-Мойн, Айова, США            | «Extreme Challenge 1»                  |                                                            |
| Перемога  | Пет Ассалоне      | Підкорення (больовий прийом на руку) | 1     | 4:01  | 1 вересня 1996    | Давенпорт, Айова, США          | «Brawl at the Ballpark»                |                                                            |
| Перемога  | Метт Андерсен     | Підкорення (удари кулаками)          | 1     | 5:21  | 26 липня 1996     | Давенпорт, Айова, США          | «Gladiators 1»                         |                                                            |
| Перемога  | Ясунорі Мацумото  | Технічний нокаут (рішення лікаря)    | 1     | 15:53 | 11 травня 1996    | Молін, Іллінойс, США           | «Quad City Ultimate 2»                 |                                                            |
| Перемога  | Андрій Дудко      | Підкорення (задушливий прийом)       | 1     | 2:49  | 10 лютого 1996    | Чикаго, Іллінойс, США          | «Battle of the Masters 2»              | Виграв 2-й турнір «Battle of the Masters».                 |
| Перемога  | Боб Голсон        | Нокаут                               | 1     | 2:20  | 10 лютого 1996    | Чикаго, Іллінойс, США          | «Battle of the Masters 2»              |                                                            |
| Перемога  | Рік Грейвсон      | Підкорення (задушливий прийом)       | 1     | 0:46  | 10 лютого 1996    | Чикаго, Іллінойс, США          | «Battle of the Masters 2»              |                                                            |
| Перемога  | Рік Грейвсон      | Підкорення (задушливий прийом)       | 1     | 1:53  | 20 січня 1996     | Молін, Іллінойс, США           | «Quad City Ultimate 1»                 | Виграв турнір QCU в легкій ваговій категорії.              |
| Перемога  | Ед МакЛеннан      | Підкорення (больовий прийом на руку) | 1     | 1:28  | 20 січня 1996     | Молін, Іллінойс, США           | «Quad City Ultimate 1»                 |                                                            |
| Перемога  | Кевін Маріно      | Підкорення (задушливий прийом)       | 1     | 3:49  | 28 жовтня 1995    | Чикаго, Іллінойс, США          | «Battle of the Masters 1»              | Виграв 1-й турнір «Battle of the Masters».                 |
| Перемога  | Анжело Рівера     | Підкорення (задушливий прийом)       | 1     | 1:40  | 28 жовтня 1995    | Чикаго, Іллінойс, США          | «Battle of the Masters 1»              |                                                            |
| Перемога  | Ясунорі Мацумото  | Підкорення (задушливий прийом)       | 1     | 7:40  | 28 жовтня 1995    | Чикаго, Іллінойс, США          | «Battle of the Masters 1»              |                                                            |